# Plouhinec (Finistère)
Plouhinec è un comune francese di 4 354 abitanti situato nel dipartimento del Finistère nella regione della Bretagna.

## Società

### Evoluzione demografica
Abitanti censiti